# Baruth/Mark
Baruth/Mark er en by i landkreis Teltow-Fläming i den den tyske delstat Brandenburg.

## Geografi
Baruth/Mark omfatter dele af landskaberne Fläming og Baruther Urstromtals. Den ligger i nærheden af Spreewald omkring 40 kilometer fra sydgrænsen af Berlin
Baruth/Mark grænser til følgende kommuner (fra nord, og med uret rundt): Am Mellensee, Zossen, Teupitz, Halbe, Rietzneuendorf-Staakow, Golßen,
Steinreich, Dahme/Mark, Niederer Fläming, Nuthe-Urstromtal.

### Bydele, landsbyer og bebyggelser
- Baruth/Mark med bydelen Klein Ziescht
- Dornswalde
- Groß Ziescht med bydelen Kemlitz
- Horstwalde
- Klasdorf med bydelen Glashütte
- Ließen
- Merzdorf
- Mückendorf
- Paplitz
- Petkus med bydelen Charlottenfelde
- Radeland
- Schöbendorf

### Baruther Glashytte
I 1716 blev der opført en glashytte i det skovklædte område mellem Klasdorf, Friedrichshof og Dornswalde, og stedet udviklede sig til landsbyen Glashütte. I glashytten blev der i det 19. århundrede fremstillet hvide lampeskærme, som med sin regelmæssige lysspredning, vakte opsigt ved den første verdensudstilling i Paris.
Glasproduktionen blev indstillet i 1980. Nu er Glashütte et fredet mindesmærke, og med sine 30 bygninger en levende museumsby.